# Lulu von Thürheim

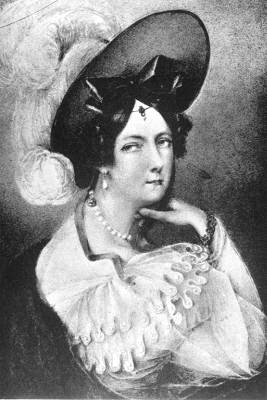
Autorretrato, 1815

Ludovika “Lulu”/”Lou” Franziska Maria, Condesa von Thürheim (Tienen, hoy Flandes, 14 de marzo de 1788 -Döbling, Viena, 22 de mayo de 1864) fue una pintora y memorialista austríaca. La redordamos por sus retraros y paisajes, y sus memorias del Congreso de Viena.

## Biografía
Nació en una familia noble alemana, originaria de Suabia. Era la segunda hija de Josef Wenzel, Conde von Thürheim (1749–1808)y de su segunda esposa, la Condesa Luise Berghe von Trips (1759–1812), cuñada de Louis, Landgrave de Hesse-Philippsthal. 
Fue amiga de Andrey Razumovsky, Aléxandros Ipsilantis, Ioannis Kapodistrias y Ludwig van Beethoven. En 1832, se casó con Charles Thirion (1803-1832), secretario do príncipe Razumovsky, 15 años más joven que ella, mas el casamiento no duró mucho, él se suicidó ochos meses despuéss.